# Тарутин, Олег Аркадьевич
Оле́г Арка́дьевич Тару́тин (1935—2000) — русский поэт, писатель-фантаст, детский писатель.

## Биография
Отец — А. Ф. Анисимов, этнограф. Мать — Валентина Ивановна Тарутина, врач. В 1941 семья пережила одну блокадную зиму, эвакуировалась в Омск в феврале 1942.
Окончил геологоразведочный факультет Ленинградского горного института в 1958. Во время учёбы занимался в литобъединении, которое вёл Глеб Семёнов. Дебютировал стихами в 1956, выпустил первую книгу в 1965. Работал по специальности геологом.
Участник трёх советских антарктических экспедиций: 16-й (осень 1970 — весна 1971), 17-й (осень 1971 — весна 1972), 19-й (осень 1973 — весна 1974).
С июня 1977 по август 1978 работал по контракту в Иране в качестве советника-геолога.
Умер от рака легких, похоронен на Смоленском кладбище.

## Семья
Жена — Наталья Обнорская мастер спорта по парусному спорту. Дочь Екатерина Тарутина (р. 1962). Внучка Мария Тарутина (р.1990)